# La torre dei vampiri
La torre dei vampiri è un  mediometraggio muto italiano del 1913 diretto da Gino Zaccaria.